# Sis (film 1988)
Sis è un film del 1988 diretto da Zülfü Livaneli.